# Dhanus siamensis
Dhanus siamensis es una especie de arácnido del orden Pseudoscorpionida de la familia Ideoroncidae.

## Distribución geográfica
Se encuentra en Tailandia.